# Rooseveltita
La rooseveltita és un mineral de la classe dels fosfats que pertany al grup de la monazita. Rep el seu nom en honor de Franklin Delano Roosevelt (1882-1945), 32è president dels Estats Units d'Amèrica.

## Característiques
La rooseveltita és arsenat de bismut amb fórmula química Bi(AsO₄). Cristal·litza en el sistema monoclínic. Els seus cristalls són microcristal·lins, mesuren menys de 5 μm; es troba en forma de crostes botroidals primes, i també reemplaçant cristalls d'emplectita. És el dimorf de la tetrarooseveltita. La seva duresa a l'escala de Mohs és 4 a 4,5.
Segons la classificació de Nickel-Strunz, la rooseveltita pertany a «08.A - Fosfats, etc. sense anions addicionals, sense H₂O, només amb cations de mida gran» juntament amb els següents minerals: nahpoïta, monetita, weilita, švenekita, archerita, bifosfamita, fosfamita, buchwaldita, schultenita, chernovita-(Y), dreyerita, wakefieldita-(Ce), wakefieldita-(Y), xenotima-(Y), pretulita, xenotima-(Yb), wakefieldita-(La), wakefieldita-(Nd), pucherita, ximengita, gasparita-(Ce), monacita-(Ce), monacita-(La), monacita-(Nd), cheralita, monacita-(Sm), tetrarooseveltita, chursinita i clinobisvanita.

## Formació i jaciments
La rooseveltita és un mineral molt rar que va ser descobert a Santiaguillo, a l'àrea de Macha (Província de Chayanta, Bolívia) en vetes de cassiterita en fluxos de lava de riolita-dacita. També ha estat descrita a múltiples indrets d'Alemanya, la mina San Francisco de los Andes i al dipòsit mineral Cerro Negro de la Aguadita, ambdós a Calingasta, (San Juan, Argentina); la mina d'estany Elsmore (Nova Gal·les del Sud, Austràlia); a Andalusia i Galícia (Espanya); la mina Hilarion (Àtica, Grècia); múltiples indrets de l'Iran; a Prameri (Sardenya, Itàlia); la mina Lagoa a Viana do Castelo i les mines Murços al districte de Bragança (Portugal); la mina Carrock (Anglaterra, Regne Unit); múltiples indrets de la Bohèmia (República Txeca), Oranzhevoye (Districte Federal de l'Extrem Orient, Rússia).
Sol trobar-se associada a altres minerals minerals com: cassiterita, preisingerita, bismutita, mixita, zavaritskita, wulfenita i conicalcita.